# Zuckerlager (Greenock)

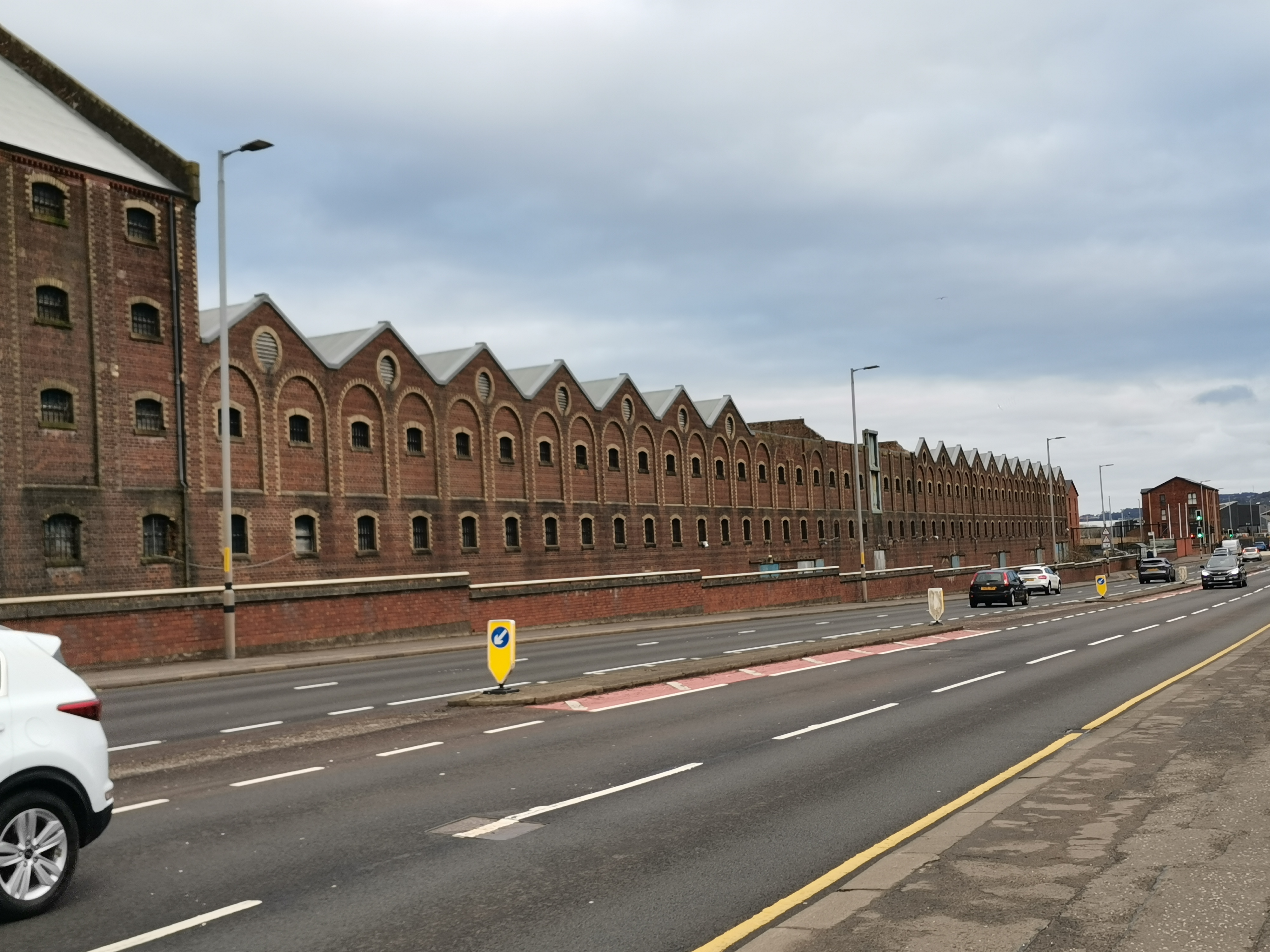
Zuckerlager am Hafen

Das Zuckerlager von Greenock ist ein Speichergebäude im Hafen der schottischen Stadt Greenock in Inverclyde. 1976 wurde das Bauwerk in die schottischen Denkmallisten zunächst in der Kategorie B aufgenommen. Die Hochstufung in die höchste Kategorie A erfolgte 1987. Das rund 210 m lange Gebäude gilt als das größte Bauwerk aus Backstein und Stahl in Schottland.

## Geschichte
Greenock war einst eines der britischen Zentren für Zuckerfabrikation. Aus diesem Grund wurde zwischen 1879 und 1886 am James Watt Dock des internationalen städtischen Hafens ein Lagergebäude für Zucker errichtet. Als Ingenieur wurde W. R. Kinniple mit der Planung betraut. Die Bauarbeiten wurden von John Waddell aus Edinburgh durchgeführt. Im Laufe des 20. Jahrhunderts wurde das Gebäude aufgegeben. Bereits seit 1997 ist das Zuckerlager im Register für gefährdete denkmalgeschützte Bauwerke in Schottland eingetragen. Im selben Jahr beantragte die Regierung von Inverclyde den Gebäudeabriss, der jedoch abgelehnt wurde. Ein Brand im Jahre 2006 zerstörte verschiedene Einrichtungen am James Watt Dock, darunter auch Teile des Zuckerlagers. In der Folge wurden die nötigsten Arbeiten zum Erhalt des Speichergebäudes durchgeführt, wozu auch der Abriss einsturzgefährdeter Gebäudeteile gehörte. Pläne zur Restaurierung und Weiternutzung des Bauwerks wurden erarbeitet. Zuletzt 2010 wurde der Zustand des Gebäudes als schlecht, jedoch mit geringer Gefährdung beschrieben.